# Puman
Puman är en ungdomsroman skriven av Laura Trenter utgiven 2004. Puman finns också i ljudbok.

## Handling
Plötsligt börjar det hända märkliga saker. En puma dyker upp på stadens gator! Den attackerar skolans mobbargäng och den räddar judotränaren från en rånare. Samtidigt händer någonting med Sanna som varken hon eller hennes kompisar kan förstå. Hon vaknar upp på konstiga ställen och minns inte vad som har hänt henne.